# 슈타인성
슈타인성(독일어: Schloss Stein 또는 독일어: Ruine Stein)은 스위스 아르가우주의 바덴 지자체에 있는 성터이다. 스위스 국가중요문화재로 지정되어 있다.

## 역사
슈타인성은 1000년 이전에 바덴 협곡 위의 바위 곶에 세워졌다. 11세기 후반에 이 성은 렌츠부르크 백작의 소유가 되었다. 12세기 초에 이 성에 살았던 관리는 스스로를 바덴 백작이라고 불렀다. 1172년에 이 성은 키부르크 가문에 상속되었다. 그 가문이 1263년에 멸절되자 성은 1264년에 합스부르크 왕가에 상속되었다. 성은 집행관이 점유했으며, 외오스트리아(Vorderösterreich)의 오스트리아 행정부 소재지이자 기록보관소가 되었다. 성은 1415년 구스위스 연방에 의해 포위되고 파괴되었다. 1658~70년에 재건되었으나 1712년에 철거되었다가 그 이후로 폐허로 남아 있다.